# Мена, Хуанхо
Хуанхо Мена, собственно Хуан Хосе Мена (исп. Juanjo Mena; род. 21 сентября 1965, Витория, Испания) — испанский дирижёр.

## Биография
Родился и вырос в Стране Басков. Начал учиться музыке в консерватории родного города, затем учился в Мадриде у Кармело Бернаолы (композиция и оркестровка) и Энрике Гарсиа Асенсио (дирижирование). По стипендии учился дирижёрскому искусству у Серджиу Челибидаке в Мюнхене. В 1997 по поручению правительства провинции создал и возглавил Юношеский оркестр Страны Басков, стал ассистентом дирижёра в Симфоническом оркестре Станы Басков. В 1999—2008 — художественный руководитель и главный дирижёр симфонического оркестра Бильбао. Был приглашенным дирижёром в Балтиморском симфоническом оркестре (2004), театре Карло Феличе в Генуе (2007—2010). В 2007 стал главным приглашенным дирижёром Бергенского филармонического оркестра (контракт до 2013). С сентября 2011 — главный дирижёр филармонического оркестра Би-Би-Си (контракт на 3 года), сменил на этом посту Джанандреа Нозеду.
Семья (жена и двое детей) живут в г. Вильярреаль-де-Алава.

## Репертуар
Мена дирижировал симфоническими сочинениями Бетховена, Брукнера (симфония № 7), Пьерне, Нильсена (симфония № 4), Фальи, Респиги, Родриго, Гуриди, Исаси (симфония № 2), Мессиана (Турангалила-симфония), операми Моцарта (Свадьба Фигаро), Вагнера (Летучий голландец), Чайковского (Евгений Онегин), Штрауса (Саломея, Электра, Ариадна на Наксосе), Шёнберга (Erwartung), Бартока (Замок герцога Синяя Борода), Бриттена (Билли Бад).

## Признание
Премия Испанского радио Критический взгляд (2002).